# ジム・アンブリット
- ジム・アンブリッチ
- ジム・アンブリクト

ジェームズ・アンブリット（James Umbricht, 1930年9月17日 - 1964年4月8日）は、アメリカ合衆国イリノイ州シカゴ出身（ジョージア州アトランタ育ち）の元プロ野球選手（投手）。右投右打。
メディアによっては「アンブリクト」と表記されることもある。

## 経歴
1953年にミルウォーキー・ブレーブスと契約してプロ入り。それまでは遊撃手だったが、プロ入りと同時に投手へコンバートされた。1959年にトレードによって移籍したピッツバーグ・パイレーツでメジャーデビュー。
1961年オフにはエクスパンションドラフトでヒューストン・コルト45's（現・ヒューストン・アストロズ）から指名され、移籍した。新球団1年目の1962年は救援専門で34試合に登板して4勝0敗2セーブ、防御率2.01、55奪三振を記録した。
1963年のキャンプインの時期になって、右足の付け根の部分が癌に冒されているのが見つかり、3月8日に手術を受けた。その後は目覚ましい回復ぶりで、5月9日には戦列に復帰した。この年は35試合に登板して4勝3敗、防御率2.61、48奪三振を記録するなど救援投手として欠かせない存在となっていた。シーズン最終戦の9月29日のニューヨーク・メッツ戦では勝利投手となったが、それが生涯最後の登板となった。奇跡的なカムバックの間にも、病魔はアンブリットの体を蝕んでいた。もはや現役の投手として再起するのは難しくなったが、同年末にスカウトとしてチームに残ることが決まった。
1964年1月にフィラデルフィアの記者協会は、「最も勇気あるスポーツ選手」としてアンブリットを表彰した。この席上、アンブリットは病気と手術は神が与えてくれた試練であると感謝し、「我々の多くはノンビリと時間を過ごすことがないので、自分を見つめることがない。しかし、私は病院のベッドで自分を見つめ直し、より良い人間になったと思う」と挨拶した。この年の3月16日に再び入院し、4月8日に33歳で死去した。医師の1人は、「アンブリットは、最後まで希望を失わないで闘病していた。他の患者のお手本になる立派な患者だった」と語っている。

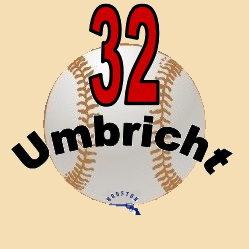
アンブリットのコルト45's在籍時の背番号「32」。
ヒューストン・アストロズの永久欠番に1965年指定。

球団はアンブリットの死を悼み、1964年はユニフォームの袖に喪章を付けた。さらにアストロズと名称を変えた1965年4月12日、アンブリットの在籍2年間で着用した背番号『32』はチーム初の永久欠番に指定された。
投手としての球種はカーブ、スライダー、チェンジアップ『fireman』(洋書)より

## 詳細情報

### 年度別投手成績
| 年 度    | 球 団    | 登 板 | 先 発 | 完 投 | 完 封 | 無 四 球 | 勝 利 | 敗 戦 | セ 丨 ブ | ホ 丨 ル ド | 勝 率 | 打 者 | 投 球 回 | 被 安 打 | 被 本 塁 打 | 与 四 球 | 敬 遠 | 与 死 球 | 奪 三 振 | 暴 投 | ボ 丨 ク | 失 点 | 自 責 点 | 防 御 率 | W H I P |
| -------- | -------- | ----- | ----- | ----- | ----- | -------- | ----- | ----- | -------- | ----------- | ----- | ----- | -------- | -------- | ----------- | -------- | ----- | -------- | -------- | ----- | -------- | ----- | -------- | -------- | ------- |
| 1959     | PIT      | 1     | 1     | 0     | 0     | 0        | 0     | 0     | 0        | --          | ----  | 31    | 7.0      | 7        | 3           | 4        | 0     | 0        | 3        | 0     | 0        | 5     | 5        | 6.43     | 1.57    |
| 1960     | PIT      | 17    | 3     | 0     | 0     | 0        | 1     | 2     | 1        | --          | .333  | 180   | 40.2     | 40       | 5           | 27       | 1     | 0        | 26       | 3     | 0        | 23    | 23       | 5.09     | 1.65    |
| 1961     | PIT      | 1     | 0     | 0     | 0     | 0        | 0     | 0     | 0        | --          | ----  | 17    | 3.1      | 5        | 0           | 2        | 1     | 0        | 1        | 1     | 0        | 2     | 1        | 2.70     | 2.10    |
| 1962     | HOU      | 34    | 0     | 0     | 0     | 0        | 4     | 0     | 2        | --          | 1.000 | 263   | 67.0     | 51       | 3           | 17       | 1     | 2        | 55       | 3     | 0        | 19    | 15       | 2.01     | 1.02    |
| 1963     | HOU      | 35    | 0     | 0     | 0     | 0        | 4     | 3     | 0        | --          | .571  | 297   | 76.0     | 52       | 6           | 21       | 2     | 1        | 48       | 1     | 1        | 23    | 22       | 2.61     | 0.96    |
| MLB：5年 | MLB：5年 | 88    | 4     | 0     | 0     | 0        | 9     | 5     | 3        | --          | .643  | 788   | 194.0    | 155      | 17          | 71       | 5     | 3        | 133      | 9     | 1        | 72    | 66       | 3.06     | 1.17    |

### 背番号
- 34（1959年）
- 37（1960年 - 1961年）
- 45（1962年 - 同年途中）
- 32（1962年途中 - 1963年）